# Rajd Ypres 2008
Rezultaty Rajdu Ypres (44. Belgium Ypres Westhoek Rally 2008), eliminacji Intercontinental Rally Challenge w 2008 roku, który odbył się w dniach 27 czerwca - 28 czerwca. Była to trzecia runda IRC w tamtym roku oraz pierwsza asfaltowa, a także piąta w mistrzostwach Europy. Bazą rajdu było miasto Ypres. Zwycięzcami rajdu została belgijska załoga Freddy Loix i Robin Buysmans jadąca Peugeotem 207 S2000. Wyprzedzili oni Francuzów Nicolasa Vouilloza i Nicolasa Klingera i Włochów Lucę Rossettiego i Matteo Chiarcossiego. Obie te załogi również jechały Peugeotem 207 S2000.
Rajdu nie ukończyło 43 kierowców. Odpadli z niego między innymi: Włosi Corrado Fontana (Fiat Abarth Grande Punto S2000, awaria skrzyni biegów na 2. oesie) i Renato Travaglia (Fiat Abarth Grande Punto S2000, wypadek na 14. oesie), Czech Jan Kopecký (Peugeot 207 S2000, wypadek na 6. oesie), Turek Volkan Işık (Fiat Abarth Grande Punto S2000, uszkodził koło na 3. oesie), Hiszpan Daniel Solà (Fiat Abarth Grande Punto S2000, na 10. oesie), Brytyjczyk Mark Higgins (MG S2000 Sport, na 13. oesie), Polak Michał Sołowow (Peugeot 207 S2000, na 4. oesie), Francuz Brice Tirabassi (Peugeot 207 S2000, na 9. oesie), Węgier János Tóth (Peugeot 207 S2000, na 9. oesie), a także Belgowie Kris Princen (Renault Clio R3, na 17. oesie) i Alexandre Romain (Mitsubishi Lancer Evo IX, na 7. oesie).

## Klasyfikacja ostateczna
| Miejsce                      | Zawodnik                     | Pilot                        | Samochód                       | Czas                         | Strata                       | Punkty                       |
| Klasyfikacja generalna i IRC | Klasyfikacja generalna i IRC | Klasyfikacja generalna i IRC | Klasyfikacja generalna i IRC   | Klasyfikacja generalna i IRC | Klasyfikacja generalna i IRC | Klasyfikacja generalna i IRC |
| ---------------------------- | ---------------------------- | ---------------------------- | ------------------------------ | ---------------------------- | ---------------------------- | ---------------------------- |
| 1. (1.)                      | Freddy Loix                  | Robin Buysmans               | Peugeot 207 S2000              | 2:44:40.3                    |                              | 10                           |
| 2. (2.)                      | Nicolas Vouilloz             | Nicolas Klinger              | Peugeot 207 S2000              | 2:45:39.0                    | +58.7                        | 8                            |
| 3. (3.)                      | Luca Rossetti                | Matteo Chiarcossi            | Peugeot 207 S2000              | 2:46:08.9                    | +1:28.6                      | 6                            |
| 4. (4.)                      | Bernd Casier                 | Frédéric Miclotte            | Volkswagen Polo S2000          | 2:46:14.8                    | +1:34.5                      | 5                            |
| 5. (5.)                      | Patrick Snijers              | Wim Soenens                  | Peugeot 207 S2000              | 2:46:24.3                    | +1:44.0                      | 4                            |
| 6. (6.)                      | Giandomenico Basso           | Mitia Dotta                  | Fiat Abarth Grande Punto S2000 | 2:48:03.2                    | +3:22.9                      | 3                            |
| 7. (7.)                      | Jasper van den Heuvel        | Martine Kolman               | Mitsubishi Lancer Evo IX       | 2:49:24.0                    | +4:43.7                      | 2                            |
| 8.                           | Dominique Bruyneel           | Jean-Charles Descamps        | Subaru Impreza STi N14         | 2:50:59.8                    | +6:19.5                      |                              |
| 9. (8.)                      | Paul Lietaer                 | Kristof Dejonghe             | Mitsubishi Lancer Evo IX       | 2:51:00.9                    | +6:20.6                      | 1                            |
| 10. (9.)                     | Raphaël Auquier              | Cédric Pirotte               | Volkswagen Polo S2000 MK4      | 2:52:22.4                    | +7:42.1                      |                              |
| Mistrzostwa Europy           |                              |                              |                                |                              |                              |                              |
| 1. (3.)                      | Luca Rossetti                | Matteo Chiarcossi            | Peugeot 207 S2000              | 2:46:08.9                    |                              |                              |
| 2. (6.)                      | Giandomenico Basso           | Mitia Dotta                  | Fiat Abarth Grande Punto S2000 | 2:48:03.2                    | +1:54.3                      |                              |
| 3. (12.)                     | Anton Alén                   | Timo Alanne                  | Fiat Abarth Grande Punto S2000 | 2:52:39.2                    | +6:30.3                      |                              |
| 4. (13.)                     | Luca Betti                   | Maurizio Barone              | Peugeot 207 S2000              | 2:53:11.8                    | +7:02.9                      |                              |
| 5. (27.)                     | Antonín Tlusťák              | Jan Škaloud                  | Citroën C2 S1600               | 3:03:29.5                    | +17:20.6                     |                              |

## Zwycięzcy odcinków specjalnych
| Dzień      | Odcinek | G. rozp. | Nazwa                    | Długość | Zwycięzca        | Czas    | Lider rajdu |
| ---------- | ------- | -------- | ------------------------ | ------- | ---------------- | ------- | ----------- |
| 1 (27 CZE) | SS1     | 17:59    | Dikkebus 1               | 11.32km | Freddy Loix      | 6:11.6  | Freddy Loix |
| 1 (27 CZE) | SS2     | 18:21    | Monteberg - Kemmelberg 1 | 9.80km  | Freddy Loix      | 5:46.3  | Freddy Loix |
| 1 (27 CZE) | SS3     | 19:04    | Langemark 1              | 21.86km | Freddy Loix      | 11:40.6 | Freddy Loix |
| 1 (27 CZE) | SS4     | 20:38    | Dikkebus 2               | 11.32km | Freddy Loix      | 6:06.9  | Freddy Loix |
| 1 (27 CZE) | SS5     | 21:00    | Monteberg - Kemmelberg 2 | 9.80km  | Freddy Loix      | 5:40.4  | Freddy Loix |
| 1 (27 CZE) | SS6     | 21:43    | Langemark 2              | 21.86km | Nicolas Vouilloz | 11:39.8 | Freddy Loix |
| 2 (28 CZE) | SS7     | 11:30    | Hollebeke 1              | 14.42km | Nicolas Vouilloz | 8:15.9  | Freddy Loix |
| 2 (28 CZE) | SS8     | 11:52    | Mesen - Sauvegarde 1     | 26.32km | Nicolas Vouilloz | 13:45.6 | Freddy Loix |
| 2 (28 CZE) | SS9     | 12:27    | Westouter 1              | 5.95km  | Nicolas Vouilloz | 3:31.4  | Freddy Loix |
| 2 (28 CZE) | SS10    | 12:47    | Watou 1                  | 9.26km  | Luca Rossetti    | 5:22.8  | Freddy Loix |
| 2 (28 CZE) | SS11    | 14:39    | Kemmelberg 1             | 7.95km  | Luca Rossetti    | 4:42.4  | Freddy Loix |
| 2 (28 CZE) | SS12    | 14:58    | Heuvelland 1             | 42.56km | Luca Rossetti    | 22:55.4 | Freddy Loix |
| 2 (28 CZE) | SS13    | 17:18    | Hollebeke 2              | 14.42km | Freddy Loix      | 8:15.5  | Freddy Loix |
| 2 (28 CZE) | SS14    | 17:40    | Mesen - Sauvegarde 2     | 26.32km | Luca Rossetti    | 13:42.6 | Freddy Loix |
| 2 (28 CZE) | SS15    | 18:15    | Westouter 2              | 5.95km  | Nicolas Vouilloz | 3:31.1  | Freddy Loix |
| 2 (28 CZE) | SS16    | 18:35    | Watou 2                  | 9.26km  | Nicolas Vouilloz | 5:17.9  | Freddy Loix |
| 2 (28 CZE) | SS17    | 20:27    | Kemmelberg 2             | 7.95km  | Nicolas Vouilloz | 4:41.7  | Freddy Loix |
| 2 (28 CZE) | SS18    | 20:46    | Heuvelland 2             | 42.56km | Luca Rossetti    | 22:46.0 | Freddy Loix |